# Cover 6

Beispiel einer Cover-6-Variante

Cover 6, auch Quarter-Quarter-Half, ist ein Verteidigungsschema im American Football. Hintergrund ist, dass der Ball häufig nicht von der Mitte des Feldes gesnappt wird, sondern von einer der beiden Hashmarks. Da auf der näher dem Seitenaus gelegenen Seite der zu verteidigende Raum kleiner ist, wird hier eine Cover 2 gespielt, der tiefe Raum wird also von nur einem Safety gedeckt. Auf der anderen Seite ist hingegen mehr tiefer Raum abzudecken, dieser wird also mit Cover 4 verteidigt, er wird daher von einem Safety und einem Cornerback gedeckt. Der Name entstammt auch aus diesen beiden Schemata (4+2=6). Eine wichtige Rolle kommt dem Cover-4-Safety zu. Er hat die Aufgabe den Spielzug zu lesen. Sieht er einen Laufspielzug, so läuft er nach vorne um gegen den Lauf zu helfen. Sieht er einen Passspielzug, so liest er die Route des inneren Receivers. Läuft dieser eine tiefe Route, so deckt er ihn, läuft er eine kurze Route, so hilft er dem Cover-4-Cornerback aus. Da der Strong Safety effektiver gegen den Lauf ist, ist er meist der Cover-4-Safety.
Die Cover 6 beinhaltet zwar die Vorteile der beiden Schemata, hat aber auch dieselben Nachteile. Die Lücke zwischen dem Cover-2-Safety und dem Cover-2-Cornerback existiert weiterhin, der Cover-4-Cornerback kann in die Einzeldeckung getrieben werden und Flat-Routen können durch die Wide Receiver der dem Aus zugewandten Seite ausgenutzt werden.
Cover 6 ist im College Football weiter verbreitet, da dort die Hashmarks weiter auseinander liegen.